# هوه‌زیل
هوه‌زیل (انگلیسی: Hoh Xil) کککسیلی (به زبان مغولی به معنای "رشته‌کوه آبی" و همچنین آقنگانگ‌گای به معنای "ارباب ده هزار کوه")، منطقه‌ای ایزوله در شمال‌شرقی فلات تبت است. در تاریخ ۷ ژوئیه ۲۰۱۷، هوه‌زیل در استان چینگهای به عنوان یکی از میراث جهانی یونسکو به ثبت رسید و به عنوان "بزرگترین و بلندترین فلات در جهان" شناخته شد.

## جغرافیا
این منطقه مساحتی به اندازه ۸۳٬۰۰۰ کیلومتر مربع را پوشش می‌دهد و ارتفاع متوسط آن ۴٬۸۰۰ متر از سطح دریا است. این منطقه در جهت شرق–غرب بین رشته‌کوه‌های تانگولا و کونلون واقع شده و در مرزهای استان خودمختار تبت در جنوب‌غربی چین، استان چینگهای در شمال‌غربی چین و سین‌کیانگ چین قرار دارد. بخش جنوب‌شرقی هوه‌زیل که توسط رود چومار (به چینی: 楚瑪爾河) آب‌رسانی می‌شود، یکی از منابع اصلی سرآب رود یانگ‌تسه است. بقیه منطقه حوضه بسته‌ای است که به دریاچه‌های ایزوله مختلفی تخلیه می‌شود؛ این منطقه گاهی توسط هیدرولوژیست‌ها به عنوان «منطقه دریاچه‌ای هوه‌زیل» توصیف می‌شود. ۴۵٬۰۰۰ کیلومتر مربع از منطقه هوه‌زیل، با ارتفاع متوسط ۴٬۶۰۰ متر، در سال ۱۹۹۵ به عنوان ذخیره‌گاه طبیعی ملی معرفی شد. سایت میراث جهانی یونسکو شامل نیمه غربی شهرستان ژیدوی و بخش غربی شهرستان چومارلب در چینگهای می‌باشد. بکادابان فنک به عنوان بخشی از هوه‌زیل در نظر گرفته می‌شود.

## زمین‌شناسی
هوه‌زیل یک منطقه آتشفشانی است. میدان آتشفشانی تبت شمالی اطراف این منطقه شامل چندین آتشفشان از دوره پسامدرن است. چندین آتشفشان از نوع هاوایی در این منطقه موجود است. منطقه بامائوچیونگ‌زونگ مساحتی معادل ۳۰۰ کیلومتر مربع دارد و شامل یک ساختار کاملاً حفظ‌شده در شمال‌شرقی قله است که جریان لوا که رسوبات دریاچه‌های کواترنری را پوشش می‌دهد، در آن دیده می‌شود. منطقه بامائوچیونگ‌زونگ شامل سنگ‌های فونولیت و فویدید است. منطقه یونگ‌بوهو شامل پنج منفذ آتشفشانی از نوع داسیت، تراکی‌آندزیت و آندزیت است. منطقه چیانگ‌باقیان مساحتی وسیع در امتداد مرز جنوبی رشته‌کوه کونلون را پوشش می‌دهد. یک مخروط در کالدرا کککسیلی که زمانی در سال ۱۹۷۳ به‌طور ماهواره‌ای فعال دیده می‌شد، اکنون تصور می‌شود که از نظر تاریخی غیرفعال بوده است.Synonyms & Subfeatures

## حیات وحش
با وجود شرایط سخت اقلیمی، هوه‌زیل خانه بیش از ۲۳۰ گونه از حیوانات وحشی است که ۲۰ مورد از آن‌ها تحت حفاظت دولت چین قرار دارند، از جمله غژگاو وحشی، گور تبتی، گوزن لب‌سفید، خرس قهوه‌ای و کل تبتی یا «چیرُو» که در خطر انقراض است. خرگوش‌موش‌های فلات تبت، که جوندگان کوچکی هستند و در زمین‌های زیرزمینی زندگی می‌کنند، غذای اصلی خرس‌های قهوه‌ای این منطقه هستند؛ این خرس‌ها همچنین از یاک‌ها و آنتیلوپ‌ها تغذیه می‌کنند. این منطقه که پیش‌تر کمتر شناخته شده بود، به‌ویژه با توجه به کل تبتی و فیلم «کککسیلی: گشت کوهستانی» که در سال ۲۰۰۴ منتشر شد، به محبوبیت رسید. دریاچه ژوآنای (به چینی: 卓乃湖) در هوه‌زیل به عنوان مکانی برای تجمع آنتیلوپ‌های تبتی شناخته می‌شود.

## حمل و نقل
خط راه‌آهن چینگهای–تبت و جاده ملی ۱۰۹ چین در امتداد مرز شرقی این منطقه حفاظت‌شده قرار دارند. همچنین، تونل فنگ‌هواشان که در حال حاضر بلندترین تونل راه‌آهن دنیا است (طول ۱۳۳۸ متر، با ورودی‌هایی در ارتفاع ۴۹۰۵ متر از سطح دریا) در این منطقه ساخته شده است.